# Huis De Dael

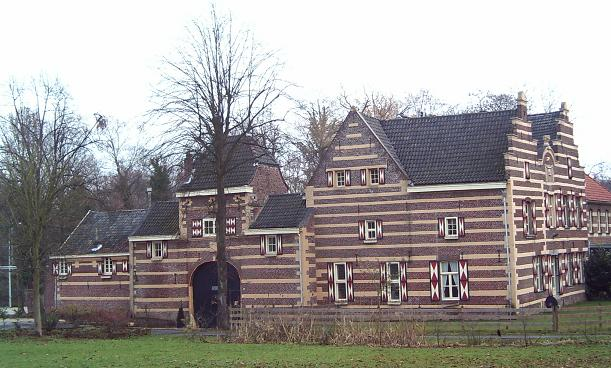
Kasteel De Dael

Kasteel of Huis De Dael (ook wel Huis Oelsbroek genoemd) ligt in de gemeente Beekdaelen in Nederlands-Limburg. Het huis ligt in het dal van de Platsbeek en de naam Oelsbroek is waarschijnlijk afgeleid van Elsbroek: een veenachtig gebied beplant met Elzen.
De Dael ligt evenals het nabijgelegen kasteel Reijmersbeek ingeklemd tussen de A76 en de spoorlijn Sittard - Heerlen. Huis De Dael is grotendeels zeventiende- en achttiende-eeuws en was indertijd gebouwd rond een vierkant plein en aan de buitenzijde omgeven door vijvers en grachten. Deze bouwstijl was typisch voor landgoederen in deze streek die niet alleen als burgslot maar ook als buitenverblijf dienden. Het is opgetrokken uit baksteen en mergel en vertoont de voor de Limburgse bouwkunst zo kenmerkende speklagen, die in deze omgeving bij vele kastelen en hoeves voorkomen. Tegenwoordig vormt het een U-vormig complex om een binnenplein.
In de jaren 50 en 60 was het een ANWB bondshotel met goed bekendstaande keuken.

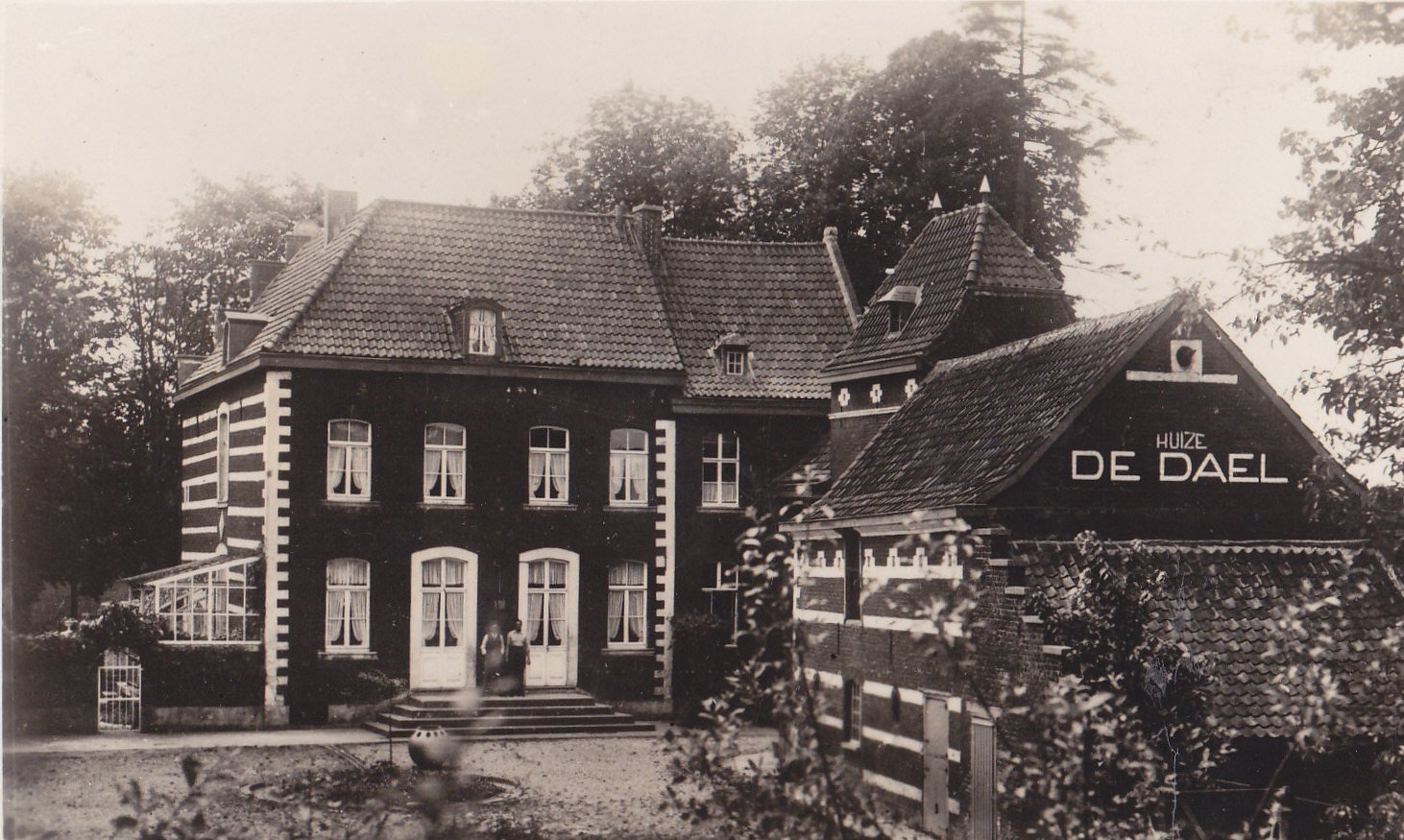
Huize De Dael of Huis Oelsbroek te Nuth

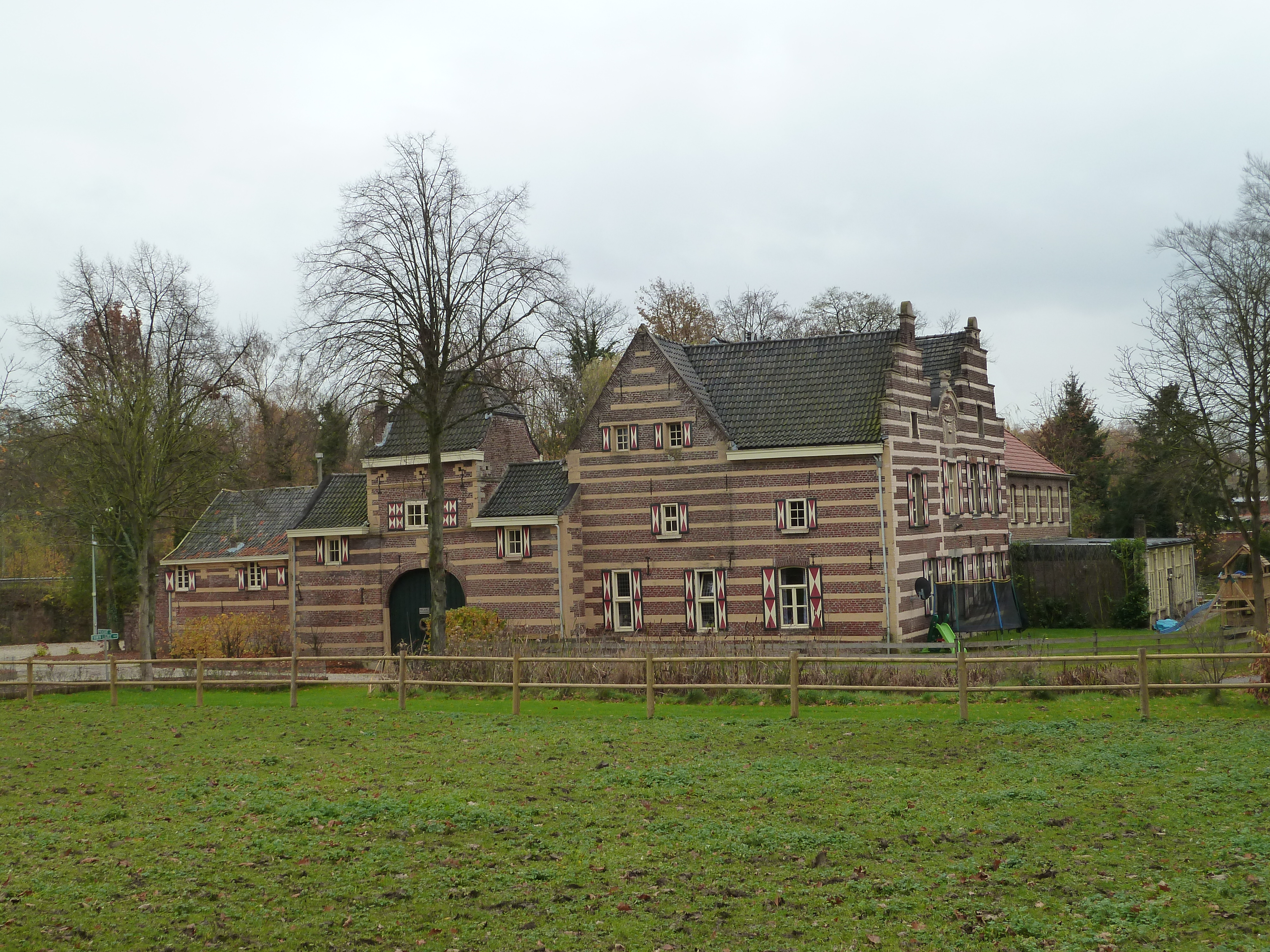
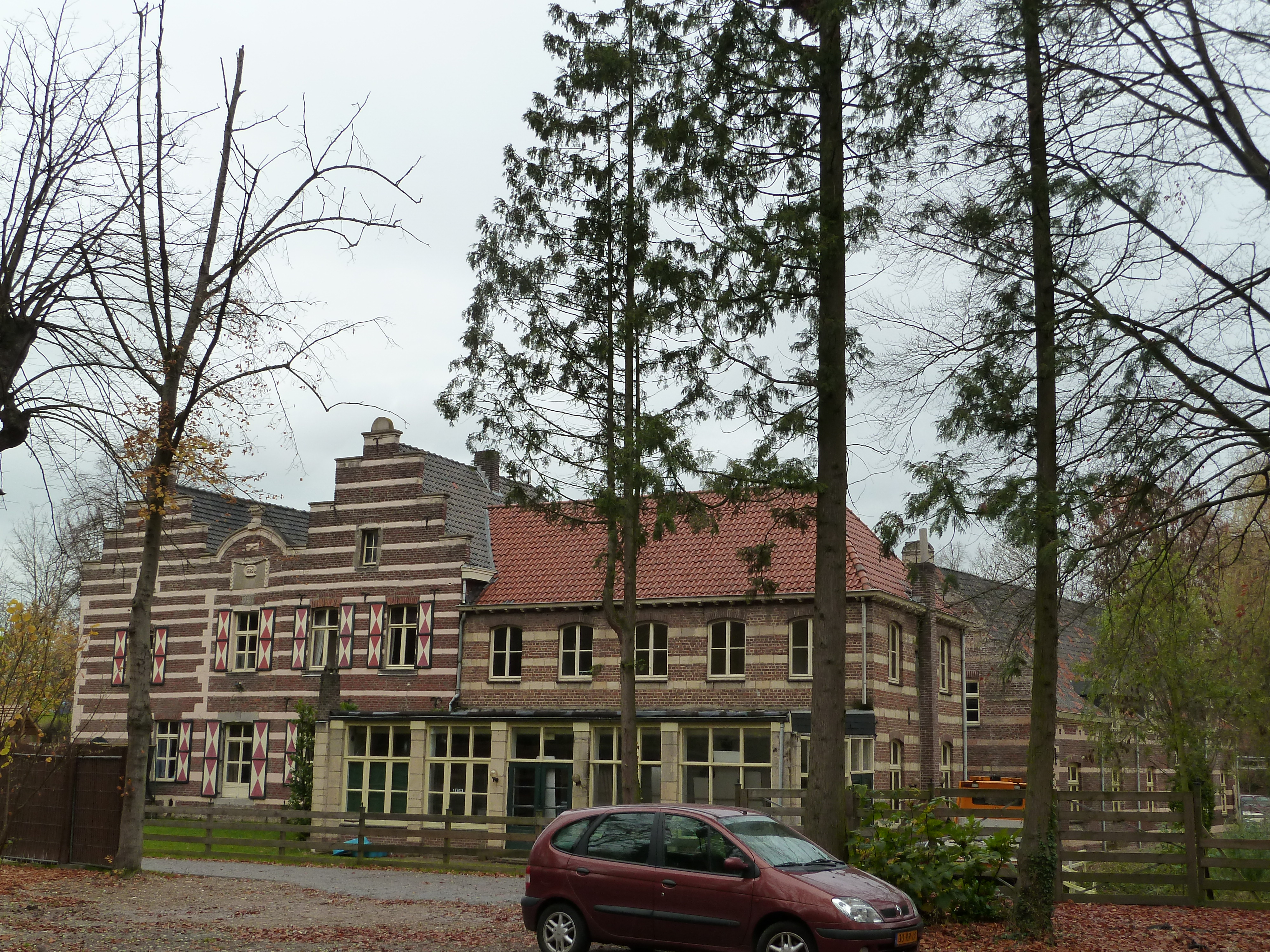